# Muriel Beaumont
Muriel Beaumont, Lady du Maurier (Sutton, 14 april 1881 – Liskeard, 27 november 1957) was een Britse toneelactrice.

## Biografie
Beaumont werd geboren op 14 april 1881 in de Londense wijk Sutton als dochter van Henry "Harry" Beaumont en Emily Bidwell. Hoewel haar vader het afkeurde, werd ze actrice. Haar eerste optreden was in het Haymarket Theatre in 1898.
In 1902 werd ze gecast als Lady Agatha in The Admirable Crichton. Daar leerde ze Gerald du Maurier kennen die ook een rol in het stuk had.  Ze trouwden vijf maanden later, op 11 april 1903. Haar man was de zoon van auteur en Punch-cartoonist George du Maurier, die het personage Svengali creëerde in de roman "Trilby" uit 1894. Muriel en Gerald du Maurier kregen drie kinderen: actrice en schrijfster Angela du Maurier, schrijfster Daphne du Maurier en schilderes Jeanne du Maurier.

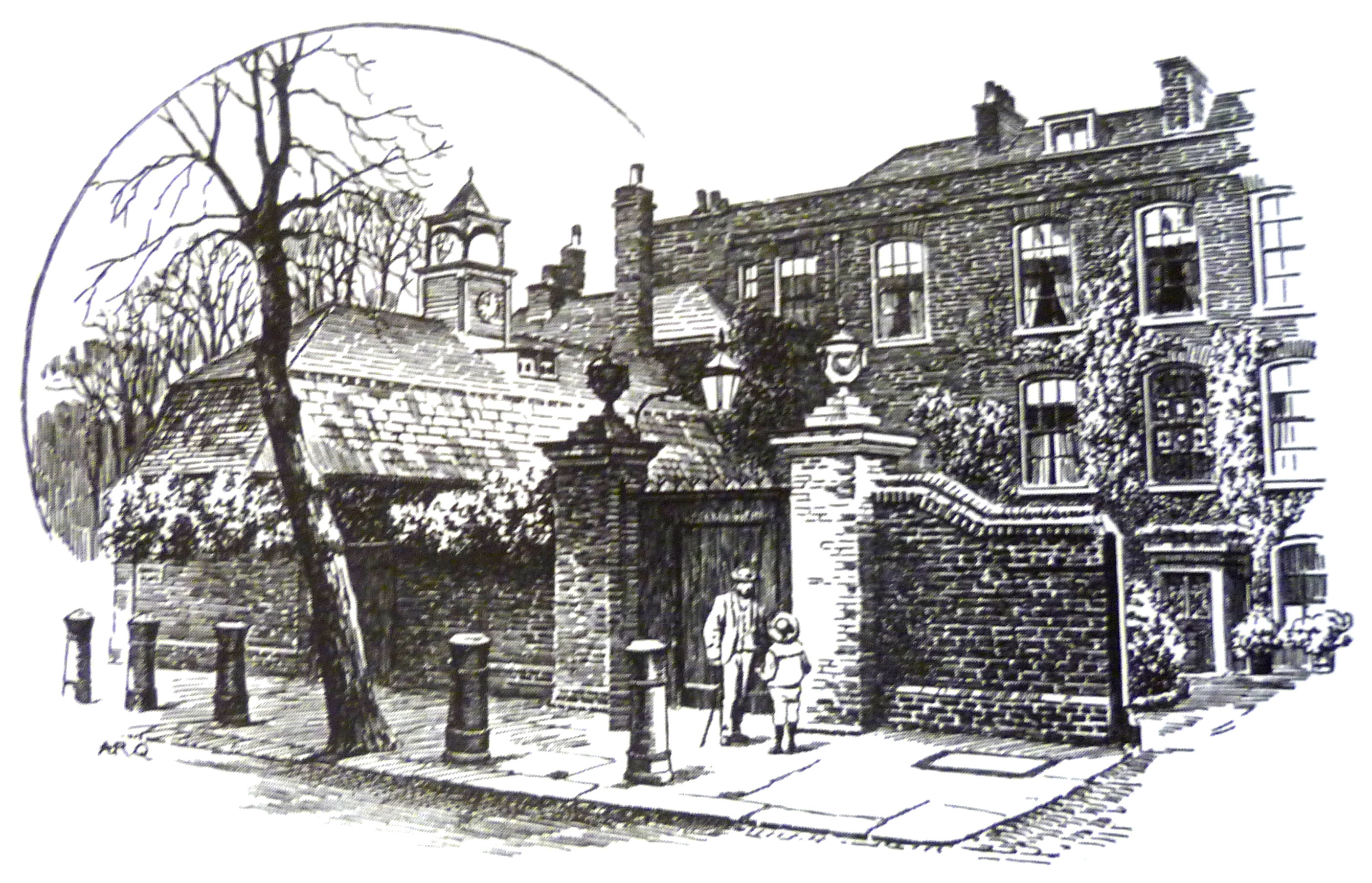
Cannon Hall, het huis waar het gezin du Maurier woonde van 1916 tot 1934

Na haar huwelijk zette Beaumont haar toneelcarrière voort tot 1910, maar zij en haar man verschenen nooit meer samen op het toneel na The Admirable Crichton. In 1905 speelde ze Nerissa in The Merchant of Venice. Ze verscheen ook in Engelse vertalingen van lichvoetige Franse komedies. In 1908 speelde ze  in de klucht The Early Worm van Frederick Lonsdale.
In 1932 trouwde haar middelste dochter Daphne met Frederick Browning. Na de dood van haar man op 11 april 1934 verhuisde Beaumont samen met haar twee andere dochters Angela en Jeanne van Cannon Hall, het familiehuis in Hampstead, naar een kleiner huis in de buurt. De drie brachten ook veel tijd door in Ferryside, hun huis in Bodinnick (Cornwall), waar ze na 1939 permanent gingen wonen. Tijdens de Tweede Wereldoorlog werkten haar dochters op het land en verkochten ze hun opbrengst op de lokale markten. In 1946 verliet haar dochter Jeanne het vertrouwde huis om apart te gaan leven.
Beaumont stierf op 27 november 1957 in Liskeard op 81-jarige leeftijd.